# Accons
Accons je francouzská obec v departmentu Ardèche v Auvergne-Rhône-Alpes.

## Geografie
Sousední obce: Mariac, Saint-Martin-de-Valamas, Jaunac, Le Cheylard, Saint-Barthélemy-le-Meil, Dornas, Marcols-les-Eaux, Saint-Christol a Saint-Genest-Lachamp.

## Památky
- zámek Mothe

## Populace
Počet obyvatel